# Cicurina jinyun
Espèce
Cicurina jinyun est une espèce d'araignées aranéomorphes de la famille des Cicurinidae.

## Répartition
Cette espèce est endémique de Chongqing en Chine,. Elle se rencontre dans le district de Beibei.

## Description
Le mâle holotype mesure 4,03 mm et la femelle paratype 4,66 mm, les mâles mesurent de 4,03 à 4,20 mm et les femelles de 3,68 à 4,66 mm.

## Systématique et taxinomie
Cette espèce a été décrite par Chen, Wang, Zhang et Zhang en 2025.

## Étymologie
Son nom d'espèce lui a été donné en référence au lieu de sa découverte, le mont Jinyun.

## Publication originale
- Chen, Wang, Zhang & Zhang, 2025 : « Three new species of the genus Cicurina Menge, 1871 from Chongqing, China (Araneae, Cicurinidae). » ZooKeys, vol. 1248, p. 309-319 (texte intégral).